# Мельничек, Юрий
Юрий Мельничек (English: Yury Melnichek, бел. Юрый Мельнічак) —  IT-предприниматель, венчурный инвестор и программист. Родился в Минске (Беларусь), более 16 лет прожил в Швейцарии и в настоящее время живёт на Кипре. Основатель бесплатного картографического сервиса MAPS.ME, компании AIMATTER (приложения Fabby и Fabby Hair), Vochi (мобильное приложение для редактирования видео, приобретенное Pinterest). В декабре 2021 года вместе с Анной Мельничек основал инвестиционную компанию Melnichek Investments для инвестирования в перспективные стартапы в области машинного обучения и биотехнологий. Помимо инвестиционной деятельности Юрий оказывает консалтинговые услуги в области венчурного инвестирования, в вопросах маркетинга мобильных приложений, а также консультирует IT-компании и стартапы в сфере машинного обучения, компьютерного зрения и data science.

## Образование
Окончил лицей БГУ по математическому профилю.
Окончил факультет прикладной математики и информатики Белорусского государственного университета в 2005 году.

## Общественная деятельность и признание
Юрий уже несколько лет выступал партнёром конкурса социальных проектов Social Weekend, сообщества Open Data Science Беларусь, участвует в качестве ментора на хакатонах и выступает на технологических конференциях.
- ИТ-предприниматель 2017 года (dev.by)[5]
- 6 место в рейтинге “Топ-50 персон в белорусском IT 2017”[6]
- Входит в рейтинг “Топ-200 успешных и влиятельных бизнесменов Беларуси 2018”[7]
- 7 место в рейтинге “Топ-40 белорусских предпринимателей до 40 лет”[8]

## Карьера

### Melnichek Investments
Melnichek Investments — кипрская инвестиционная компания, основанная Юрием Мельничеком и Анной Мельничек в декабре 2021 года. Melnichek Investments финансирует стартапы в области машинного обучения и биотехнологий. Melnichek Investments использует средства своего владельца, полученные в результате предыдущих успешных сделок по продаже стартапов, для финансирования стартапов в области искусственного интеллекта на их pre-seed, seed, and A раундах.

### Vochi
В апреле 2019 года Bulba Ventures в качестве фаундинг инвестора запустила проект Vochi вместе с Ильей Лесуном. Vochi, стартап создавший приложение для редактирования видео и наложения эффектов на основе «компьютерного зрения» для мобильных устройств. С помощью алгоритма сегментации видео на основе компьютерного зрения приложение позволяло пользователям применять эффекты к отдельным объектам в своих видеороликах, открывая множество возможностей для создания уникального контента.
В декабре 2021 года стартап был приобретен Pinterest.

### Bulba Ventures
В марте 2018 года Юрий Мельничек вместе с партнёром Андреем Авсиевичем основал инвестиционную компанию Bulba Ventures, которая занималась развитием стартапов в сфере машинного обучения, на стыке реального сектора экономики и IT, life & health science.
Bulba Ventures инвестировала в такие стартапы как: OneSoil — платформа для точного земледелия; WANNABY — стартап на стыке электронной коммерции и дополненной реальности, позднее приобретенный Farfetch; VOIR - мобильное приложение, которое дает пользователю возможность экспериментировать со стилем и внешностью; FriendlyData — стартап, который переводит текст с английского языка на языки запросов к базам данных. В октябре 2018 года FriendlyData был приобретен американской компанией ServiceNow.
В феврале 2022 Мельничек и Авсиевич объявили, что замораживают совместное инвестирование в рамках Bulba и продолжат работу по отдельности.

### AIMATTER
Компания AIMATTER была основана в апреле 2016 года, а уже осенью 2016 года запустила технологию выделения силуэта человека из фона с возможностью замены фона. Это была первая в мире технология, работающая на мобильных устройствах и в потоковом видео. Позже на её основе был разработан ряд визуальных эффектов, которые были выпущены в приложении Fabby. Fabby стало популярным среди пользователей и получило высокие оценки профессионалов (дважды становилось №1 в своей категории на ProductHunt). Помимо этого была разработана технология сегментации волос на потоковом видео, которая была внедрена в приложение Fabby Look.
В августе 2017 года Techcrunch объявил о покупке AIMATTER компанией Google. Сделка стала исторической для белорусской IT-индустрии и была названа “сделкой 2017 года” по версии издания dev.by: впервые международная компания купила белорусское юридическое лицо. Условия сделки не разглашаются.

### MAPS.ME
MAPS.ME — это бесплатный картографический сервис, доступный на платформах iOS, Android и Blackberry. Проект начался в 2010 году под названием MapsWithMe с головным офисом в Цюрихе и центром разработки в Минске. Вместе с Юрием проект запускали Александр Золотарев, Виктор Говако и Сергей Речицкий. До основания MAPS.ME Юрий работал в Google (подразделения Google Maps, Google Earth), eBay, include7 и Qnective.
Первая версия приложения для iOS вышла в апреле 2011 года. Уже в 2012 году команда сервиса заняла первое место на конкурсе StartupMonthly в Вильнюсе и выиграла стажировку в Кремниевой долине. В феврале 2012 года вышла версия MapsWithMe для Android. В июле 2014 года компания была переименована в MAPS.ME.
В ноябре 2014 года MAPS.ME купил холдинг Mail.ru Group, который был заинтересован в сохранении автономии продукта внутри своей структуры и дальнейшем развитии сервиса.
Приобретение MAPS.ME холдингом привлекло внимание прессы и попало в число самых значимых сделок года Рунета. Благодаря этой сделке популярный картографический сервис теперь доступен бесплатно. На момент сделки программу скачали более 7 миллионов раз и она была одной из самых популярных в сегменте “Путешествия” более чем в 100 странах.